# 영중꿈나무도서관
영중꿈나무도서관은 경기도 포천시 소재의 시립 도서관이다.

## 연혁
- 2006년 11월 6일 개관.

## 시설현황
- 2층: 나무랑책이랑
- 1층: 꿈이랑책이랑, 사무실

## 이용 안내
이용 시간
- 꿈이랑책이랑 : 화-토 09:00 ~ 18:00
- 나무랑책이랑 : 화-토 09:00 ~ 18:00

휴관일법정공휴일, 일요일, 월요일, 근로자의 날